# Хомустах (Намський наслег)
Хомустах (рос. Хомустах) — село Верхньовілюйського улусу, Республіки Саха Росії. Адміністративний центр Намського наслегу.
Населення — 1335 осіб (2015 рік).